# 테밍크야자다람쥐
테밍크야자다람쥐 또는 에비안야자다람쥐, 서부야자다람쥐(Epixerus ebii)는 다람쥐과에 속하는 설치류의 일종이다. 테밍크야자다람쥐속(Epixerus)의 유일종이다. 동부 개체군(아종 E. e. wilsoni)은 이전에 E. wilsoni라는 별도의 종으로 간주했다. 서아프리카와 중앙아프리카에서 발견된다. 자연 서식지는 아열대 또는 열대 기후 지역의 습윤 저지대 숲이다. 서식지 감소로 위협을 받고 있다.

## 아종
3종의 아종이 알려져 있다.
- E. e. ebii
- E. e. jonesi
- E. e. wilsoni